# یواس‌اس سانکوک (۱۸۶۵)
یواس‌اس سانکوک (۱۸۶۵) (به انگلیسی: USS Suncook (1865)) یک کشتی بود که طول آن ۲۲۵ فوت (۶۹ متر) بود. این کشتی در سال ۱۸۶۵ ساخته شد.